# Petrovsko-Razumovskaja (stanice metra v Moskvě)
Petrovsko-Razumovskaja (rusky Петровско-Разумовская) je jedna ze stanic moskevského metra na jeho deváté lince. Jedná se o přestupní stanici mezi Serpuchovsko-Timirjazevskou a Ljublinsko-Dmitrovskou linku metra. Disponuje přestupem na stejnojmennou železniční zastávku, kterou obsluhují vlaky na lince MCD-3. Do konce roku 2024 by měla být zprovozněna i zastávka na lince MCD-1.

## Charakter stanice
Petrovsko-Razumovskaja je podzemní, trojlodní, raženou, sloupovou (západní sál) a sloupovo-stěnovou (východní sál) stanicí. Založena byla hluboko pod zemí, 61 m. Co se západního sálu týče, poloměr bočních lodí činí 4,25 m, u střední lodě potom 4,75 m. Jednotlivé sloupy se nacházejí v místech mezi dvěma loděmi; tvoří celkem dvě řady mající rozestup 6 m. Stanice má dva vestibuly – severní nadzemní (otevřen v roce 1991, rozšířen v roce 2016 a rekonstruován v roce 2017),  který se nachází na křižovatce ulic Linii Okťábrskoj Železnoj Dorogi a Lokomotivnyj projezd, a který je spojen jak s východním tak západním sálem prostřednictvím eskalátorů a jižní podzemní, ze kterého východy směřují na ulici Dmitrovskoje šosse a který je spojen pouze s východním sálem.
Na obklad stanice byl použit na stěny a sloupy bílý mramor, na slepém konci střední lodě jsou umístěny dekorativní vázy s umělými květinami. Podlahu tvoří tmavá žula.
Petrovsko-Razumovskaja byla otevřena jako součást úseku Savjolovskaja – Otradnoje 7. března roku 1991. Patří k vytíženějším ze stanic, denně zde do vlaku podzemní dráhy nastoupí a z něj vystoupí kolem 80 až 90 tisíců lidí. Od 16. září 2016, kdy byla plně zprovozněn úsek Marina Rošča – Petrovsko-Razumovskaja na Ljublinsko-Dmitrovské lince, se jedná o stanici přestupní. Západní a východní sál jsou navzájem propojeny přechodem. Ze západního sálu míří obě linky na jih směrem do centra, kdežto z východního sálu se vlaky vydávají severním směrem.